# Abri sous roche
Pour les articles homonymes, voir Abri.

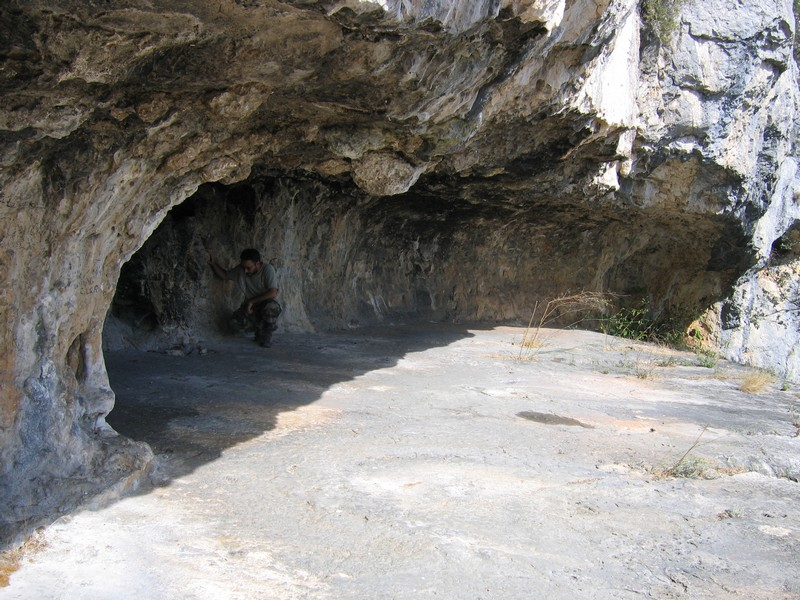
Abri-sous-roche de Thaurac, à Saint-Bauzille-de-Putois, dans l'Hérault

Un abri sous roche (ou abri-sous-roche) est une cavité peu profonde s'enfonçant dans une paroi rocheuse, souvent à la base de celle-ci car cette partie froide et humide est plus sensible à la cryoclastie. De tels abris sont particulièrement fréquents dans les massifs calcaires, en contexte karstique, où ils sont creusés au cours des millénaires par la gélifraction (érosion par le gel et le dégel) et / ou par l'érosion chimique (dissolution). On en rencontre également mais plus rarement dans d'autres types de roches, notamment les roches volcaniques (basaltes par exemple).
Les abris-sous-roche sont des lieux particulièrement adaptés pour y réaliser des peintures rupestres, afin qu'elles soient à la fois visibles à la lumière du jour et protégées des atteintes météorologiques.

## Formation
Les abris-sous-roche peuvent se former de trois façons principales :

Types de formation d'abris-sous-roche
Cryoclastie (action du gel)
Coupe d'une galerie karstique
Érosion hydraulique

## Habitat

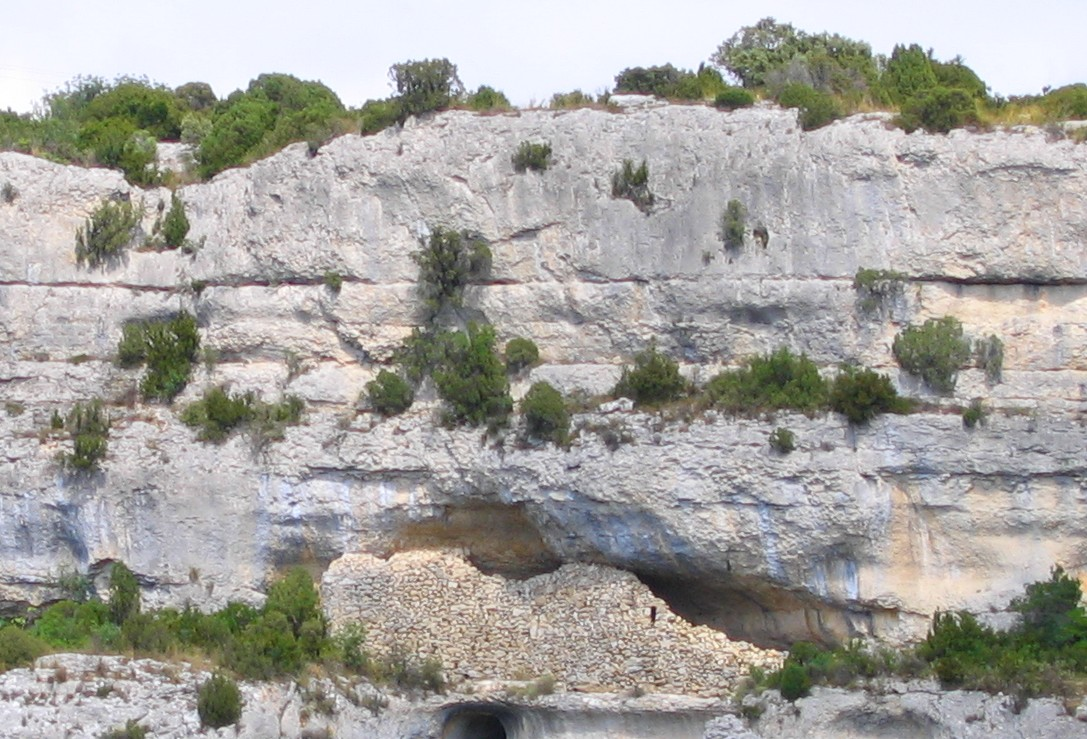
Abri-sous-roche fermé par un mur de clôture

Ce type de cavité largement ouverte et protégée par un surplomb rocheux, avec un encorbellement plus ou moins important, fut très souvent occupée par l'Homme préhistorique en quête d'abris aérés et faciles d'accès, de façon permanente (habitat, sépulture) ou occasionnelle (campement saisonnier, halte de chasse, atelier...).
L'occupation d'un abri-sous-roche peut durer plusieurs milliers d'années, pendant lesquelles s'y succèdent des groupes humains différents utilisant éventuellement l'abri à des fins différentes. Les dépôts qui résultent de ces occupations successives se superposent en comblant peu à peu l'abri, et c'est en fouillant ces sédiments couche par couche, sol après sol, que les archéologues mettent au jour les traces du passé, établissent une stratigraphie, et l'interprètent en tentant de reconstituer l'histoire de l'abri.
Au fil du temps, le surplomb rocheux qui protège l'abri peut finir par s'effondrer en gros blocs et ensevelir éventuellement ses occupants, hommes ou animaux sauvages. L'érosion peut ensuite amorcer la formation d'un nouvel abri-sous-roche, en arrière du précédent. D'anciens abris-sous-roche ayant perdu leur surplomb rocheux sont aujourd'hui devenus des gisements archéologiques de pied de falaise.

## Quelques exemples

### En France
- Abri de Cro-Magnon, en Dordogne
- Castel Merle, ensemble d'abris-sous-roche en Dordogne
- Abris de Bruniquel, dans le Tarn-et-Garonne
- Roc-aux-Sorciers, dans la Vienne
- Grotte d'Harpea, dans les Pyrénées-Atlantiques
- Abri Pendimoun, dans les Alpes-Maritimes

### En Europe
- Abri Romaní, en Catalogne (Espagne)

### En Amérique
- Groenfeldt Site, en Californie (États-Unis)
- Beaver Creek Rockshelter, dans le Dakota du Sud (États-Unis)
- Meadowcroft, en Pennsylvanie (États-Unis)
- Fate Bell Shelter, au Texas (États-Unis)

### En Asie
- Bhimbetka, dans le Madhya Pradesh (Inde)

## Galerie

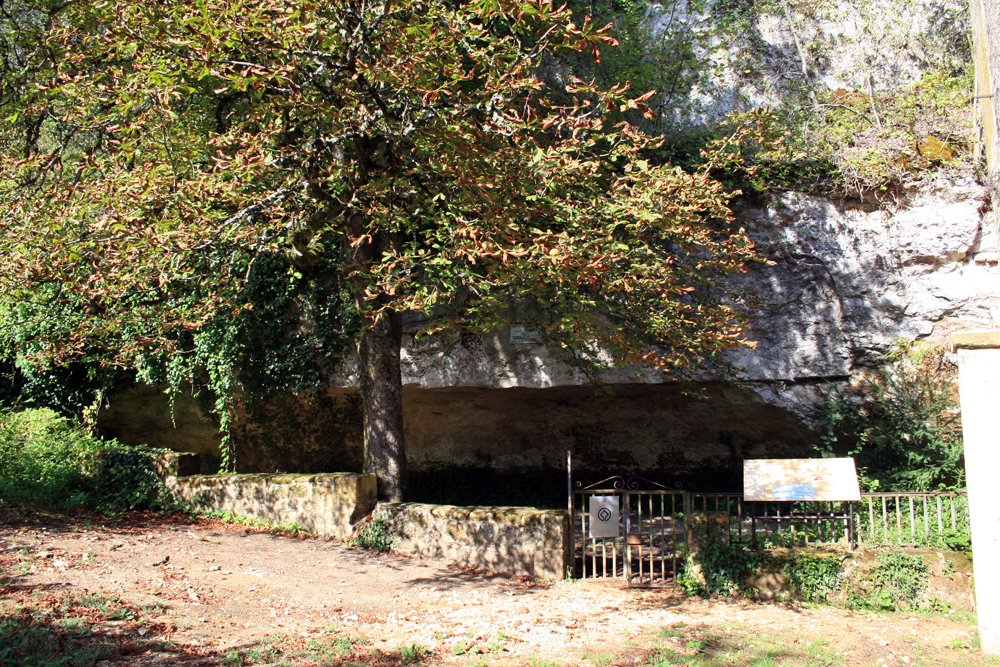
Abri de Cro-Magnon, aux Eyzies, Dordogne
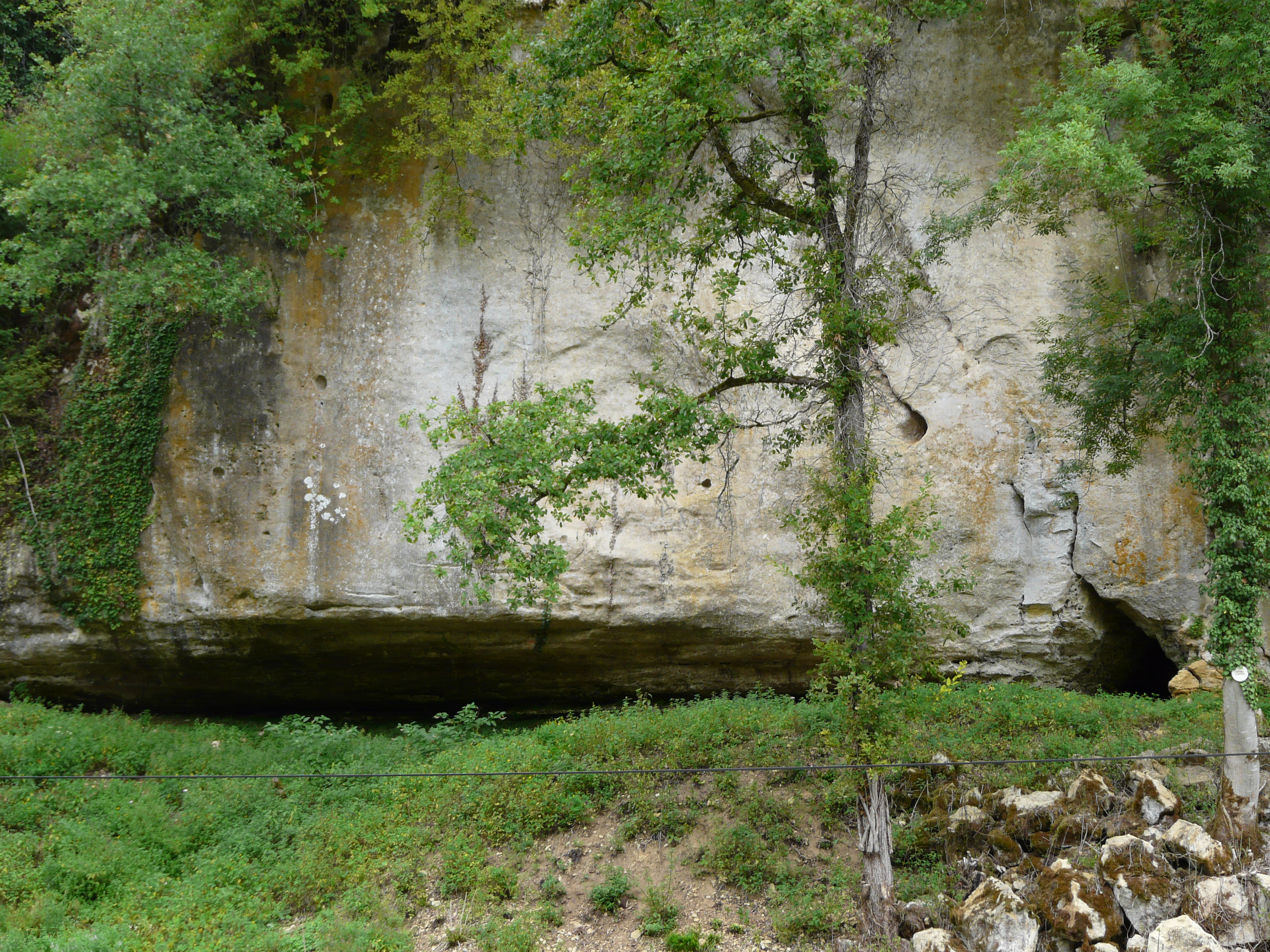
Abri Castanet, à Sergeac, Dordogne
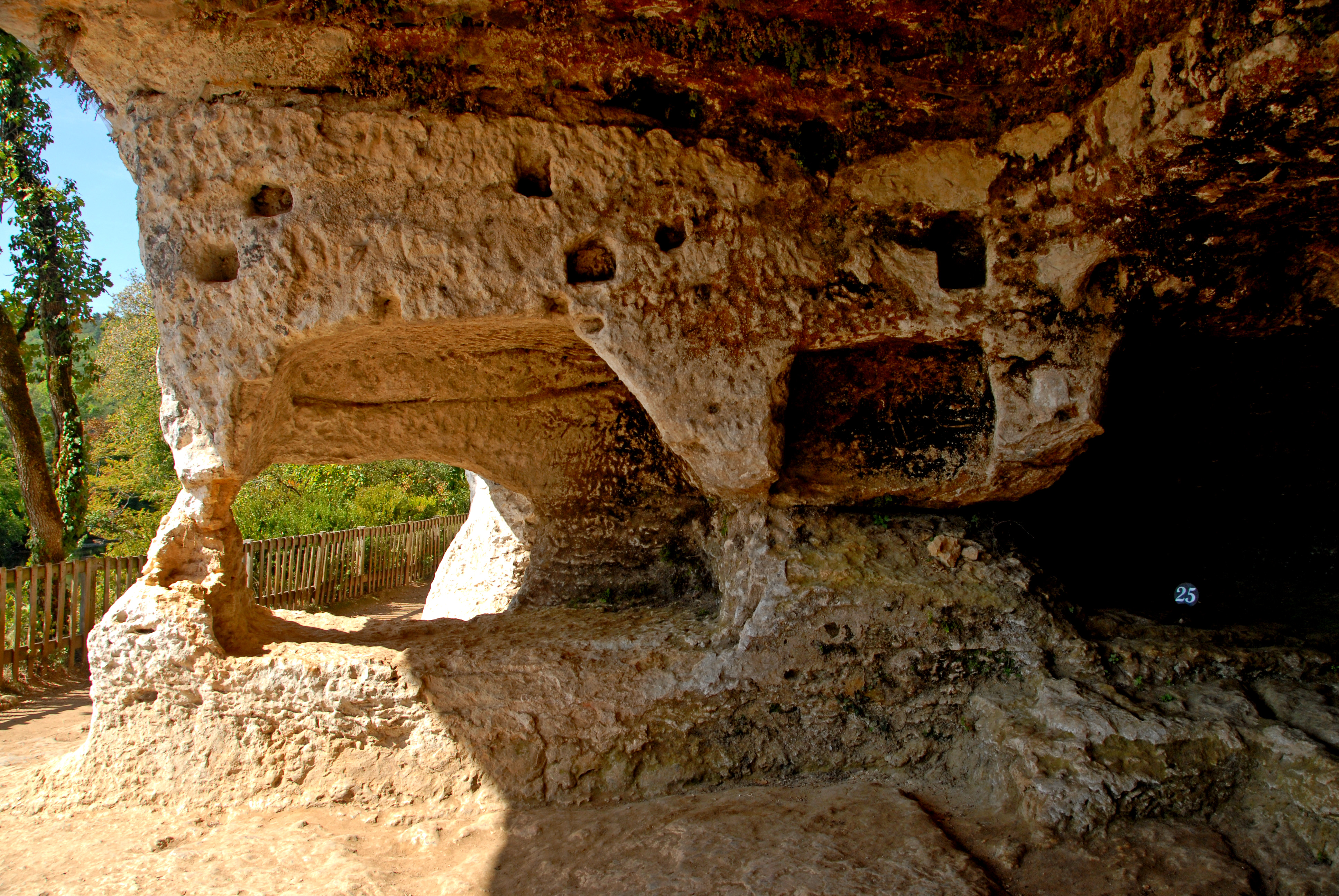
Abri de la Madeleine, à Tursac, Dordogne
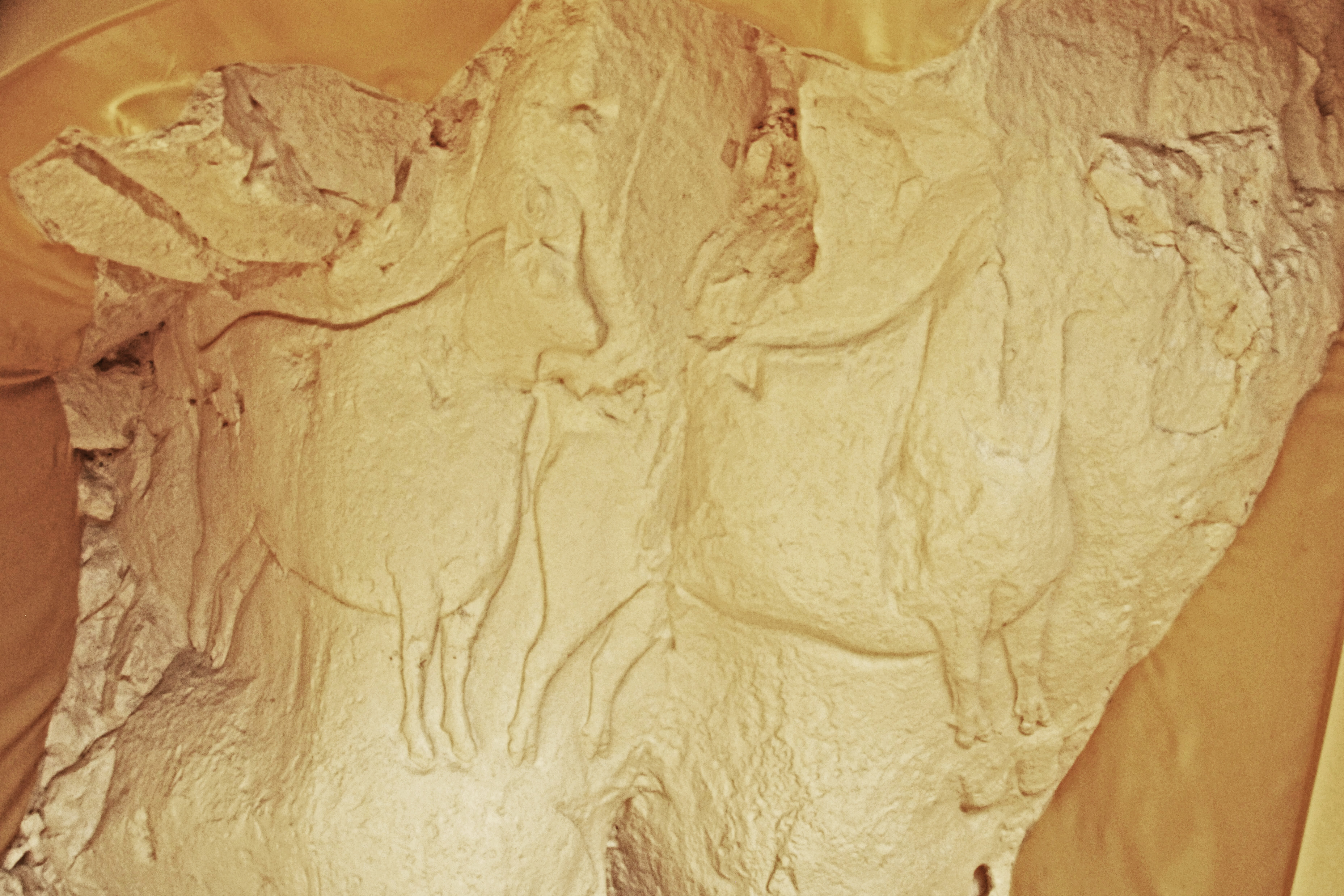
Roc-aux-Sorciers, à Angles-sur-l'Anglin, Vienne
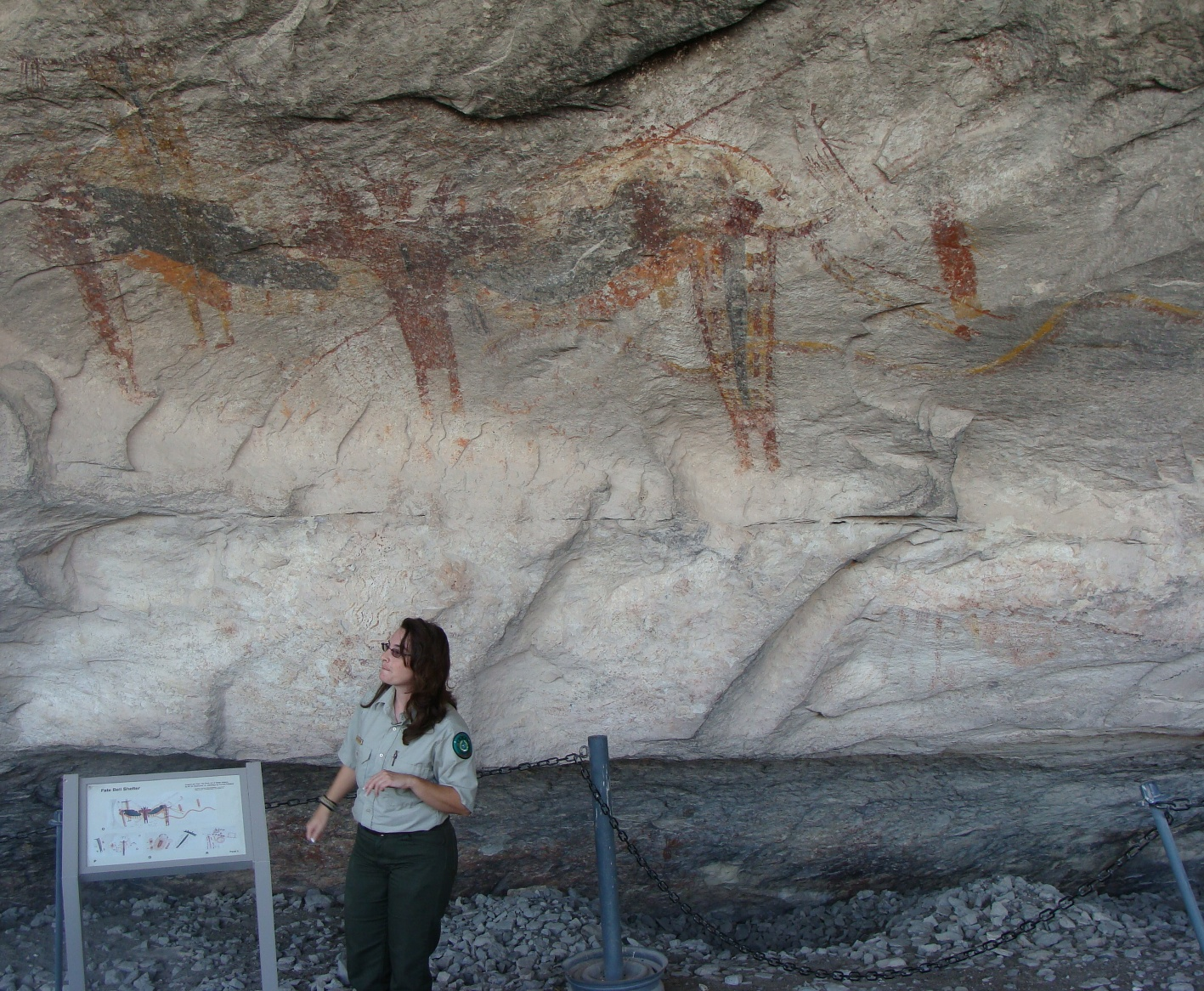
Fate Bell Shelter, Texas